# Verrucosa lampra
Verrucosa lampra là một loài nhện trong họ Araneidae.
Loài này thuộc chi Verrucosa. Verrucosa lampra được Ilka Maria Fernandes Soares & Hélio Ferraz de Almeida Camargo miêu tả năm 1948.